# Kamen Rider Agito
Kamen Rider Agito (仮面ライダーアギト Kamen Raidā Agito, "Masked Rider ΑGITΩ"), là một series phim truyền hình Tokusatsu của Nhật. Loạt phim được công chiếu trên TV Asahi từ ngày 28 tháng 1 năm 2001 đến ngày 27 tháng 1 năm 2002. Đây là phần thứ 11 nằm trong loạt phim Kamen Rider Series. Đây là sự hợp tác chung giữa Toei Company và Ishimori Productions. Ngoài ra, loạt phim còn được coi như là phần tiếp theo của Kamen Rider Kuuga (do Kuuga được nhắc đến trong một tập phim). Khẩu hiệu của loạt phim là "Hãy để linh hồn thức tỉnh" (目覚めろ、その魂 Mezamero, sono tamashī).
Tại Việt Nam, bộ phim được chiếu trên kênh VTC9 - Let's Viet với tên gọi Cuộc chiến quái vật (Phần III).

Đây là poster chính thức của phần phim Kamen Rider thứ 2 thời kì Heisei

## Cốt truyện
Loạt phim nói về một người đàn ông tên Shouichi Tsugami. Anh bị mất trí nhớ, không biết mình là ai, mình đến từ đâu hay mình đã gặp phải chuyện gì. Sau đó anh được một giáo sư cưu mang và sống trong gia đình của ông ấy. Cuộc sống của Shouichi trôi qua trong yên bình bên cạnh những người thân của mình. Tuy nhiên, bằng một cách nào đó, Shouichi có thể biến hình thành chiến binh có sức mạnh vô địch, Kamen Rider Agito để chiến đấu chống lại những sinh vật bí ẩn được cảnh sát gọi là "Unknown". Những con quái vật được biết đến với cái tên Lords tự nhận mình là người bảo vệ loài người, có thói quen giết những người có siêu năng lực và chúng luôn làm một ký hiệu trước khi giết nạn nhân. Sở cảnh sát Tokyo quyết định tham gia vào chuyện này. Để giúp đỡ trong việc đánh bại Unknown, sở cảnh sát Tokyo đã chế tạo ra bộ giáp có sức mạnh hơn người bình thường, Kamen Rider G3 mô phỏng theo Kamen Rider Kuuga do sĩ quan Sumiko Ozawa thiết kế để chiến đấu chống lại "Unidentified Lifeforms", kẻ thù của No.4 (Kuuga). Makoto Hikawa, người được chọn để mặc bộ giáp G3 và chiến đấu với Unknown, đã vô tình gặp Shouichi. Ban đầu, hai người họ không biết nên chiến đấu lẫn nhau hay chiến đấu với Unknown nhưng sau đó hai người họ đã trở nên thân thiết và cùng nhau chiến đấu chống lại thế lực Unknown. Ngoài ra, cả hai còn gặp được Ryo Ashihara, người có khả năng biến hình thành pre-Agito với tên gọi Kamen Rider Gills, người đang tìm kiếm câu trả lời cho việc cha mình tự tử một cách bí ẩn. Những sự việc này đều có liên quan đến con tàu Akatsuki và những bí ẩn xung quanh Agito sẽ được hé lộ sau mỗi tập phim.

## Nhân vật

### Riders
- Trong series:

| Kamen Rider Agito         | Shouichi Tsugami |
| Kamen Rider G3            | Makoto Hikawa    |
| Kamen Rider Gills         | Ryo Ashihara     |
| Kamen Rider Another Agito | Kaoru Kino       |

- Shouichi Tsugami / Kamen Rider Agito (津上 翔一／仮面ライダーアギト Tsugami Shōichi / Kamen Raidā Agito, 1-35, Kamen Rider Agito Special: A New Henshin, Kamen Rider Agito: Project G4, 36-46, Kamen Rider Agito: Three Great Riders & 47-51): là chàng trai 21 tuổi không có trí nhớ về quá khứ của mình và đang sống với gia đình Misugi. Tên thật của anh là Tetsuya Sawaki, là em trai của Yukina Sawaki, người đã yêu Shouichi Tsugami thật. Là một chàng trai tốt bụng, giản dị, hào phóng; cuộc sống lý tưởng của Shouichi là chỉ làm việc trong vườn và làm hài lòng gia đình nuôi của mình. Anh có một thói quen buồn cười là xưng hô với người mà anh ấy không biết là Kongouji-san. Yukina và Tsugami đã tham gia vào một nghiên cứu do Giáo sư Nobuyuki Kazaya (cha của Mana Kazaya) thực hiện về khả năng huyền bí của con người. Yukina thấy mình là đối tượng cho cuộc nghiên cứu vì cô ấy sở hữu những khả năng như vậy. Hai người theo đuổi một mối quan hệ lãng mạn, nhưng khi năng lực của cô trưởng thành (cho thấy bằng chứng về việc cô thức tỉnh như một Agito), cô đã tự sát. Sau khi nghe tin chị gái mình tự sát, Tetsuya đã cố gắng liên lạc với Tsugami, với cuộc tìm kiếm dẫn anh lên một chiếc phà có tên là Akatsuki. Không biết vào thời điểm đó Tsugami đã tự sát, Tetsuya tìm kiếm anh ta nhưng không có kết quả. Thay vào đó, anh phát hiện ra cơ thể không còn sự sống của một người đàn ông trẻ tuổi, người cuối cùng tiết lộ mình là Overlord of Light. Vị thần cảm nhận được anh trai của mình đã cử một trong những sứ giả của mình lên thuyền, đánh thức Tetsuya với tư cách là Agito thứ hai trước khi biến mất, ngay khi El of the Water đến. El tấn công Tetsuya, cảm nhận được sức mạnh đảo lộn của anh ta nhưng ngay khi đòn cuối cùng sắp được giáng xuống, Tetsuya đã biến thành Agito lần đầu tiên. Trận chiến sau đó kết thúc với việc Tetsuya bị hất tung lên tàu, nơi anh bị chính quyền cho là "lạc trên biển". Nhưng Tetsuya đã sống sót và dạt vào bờ biển nhưng bị mất trí nhớ. Anh được tìm thấy bởi một bộ ba nữ sinh và đưa đến bệnh viện để được chăm sóc bởi Tiến sĩ Higashi Kunieda, và với cái tên trên bức thư mà anh ta sở hữu, anh ta lấy bí danh là Shouichi Tsugami, người đã chết vào thời điểm đó. Anh chiến đấu với tư cách là Agito do Unknown phần nào bị ràng buộc với quá khứ bị lãng quên của anh.
- Makoto Hikawa / Kamen Rider G3 (氷川 誠／仮面ライダーＧ３ Hikawa Makoto / Kamen Raidā Jī Surī, 1-26, 29-35, Kamen Rider Agito Special: A New Henshin, Kamen Rider Agito: Project G4, 36-43, 45-46, Kamen Rider Agito: Three Great Riders & 47-51): là một chàng cảnh sát 23 tuổi được chọn để sử dụng "Generation 3-System"- hay còn gọi là G3 System,được phát triển bởi Sumiko Ozawa dựa trên Kamen Rider Kuuga, chiến binh chống lại các "Unidentified Life Forms" được gọi là Grongi, để chiến đấu chống lại các Lords mà cấp trên của anh ta gán cho cái tên là "Unknown". Anh ấy là một người đàn ông nghiêm túc, thẳng thắn, trọng danh dự và nghiêm túc trong công việc, mặc dù hơi ngây thơ và vụng về. Bởi vì anh là một con người bình thường, các Lords thường không chú ý đến anh, vì Hệ thống G3 ban đầu tỏ ra ít mối đe dọa, mặc dù sự tháo vát của Makoto đôi khi sẽ cho phép anh sử dụng bộ giáp một cách hiệu quả. Một ngày nọ, khi đang đi tuần tra, Makoto chứng kiến cảnh Akatsuki bị El of the Water giam giữ, anh đã đi thuyền để điều tra và cứu tất cả trừ một trong những hành khách của nó. Vì vai trò anh hùng của anh trong vụ việc, thể hiện kỹ năng của anh trong một tình huống cấp bách, Makoto được chỉ định vào G3 Unit. Makoto đã sử dụng Hệ thống G3 trong lần thử nghiệm đầu tiên trong vụ Jaguar Lord, kết quả là Agito hoang dã đã làm hỏng Bộ đồ. Nhưng ngoài giờ, trong khi trợ giúp Agito, Makoto đã tìm cách ghép lại bản chất của các nạn nhân của Lords. Tuy nhiên, khi Toru Hojo thay thế anh làm người sử dụng G3, tin rằng anh ta đã có được vị trí anh hùng, Makoto được chuyển sang điều tra tội phạm trong một thời gian ngắn cho đến khi anh chứng minh kỹ năng của mình bằng cách dự đoán mục tiêu tiếp theo của Zebra Lord, tiếp tục vai trò của mình trong đội hình G3 trong khi Toru bị chỉ trích vì cố bắt Agito.
- Ryo Ashihara / Kamen Rider Gills (葦原 涼／仮面ライダーギルス Ashihara Ryō / Kamen Raidā Girusu, 1-30, 32-35, Kamen Rider Agito Special: A New Henshin, Kamen Rider Agito: Project G4, 36-46, Kamen Rider Agito: Three Great Riders & 47-51): là một chàng trai 20 tuổi trước đây là một ngôi sao bơi lội của Đại học Jōhoku, nhưng tương lai VĐV bơi lội của Ashihara đã kết thúc sau một tai nạn xe hơi suýt chết. Sau vụ tai nạn xe hơi, Ryo bắt đầu trải qua một quá trình biến đổi một cách bí ẩn. Tuy nhiên, điều này đã phải trả giá bằng tất cả những người thân cận nhất với anh, để lại chữ ký từ chức cho HLV bơi lội của anh, mọi người bắt đầu tránh anh vì sợ hãi khi anh yêu cầu được biết bản chất của việc rời trường Đại học. Ryo đã tìm đến bạn gái cũ Mayumi Kitahira để được giúp đỡ sau khi tránh mặt cô ấy trong ba tháng. Nhưng chẳng bao lâu sau cuộc tấn công của Snake Lord nhằm cố gắng lấy đi mạng sống của Mayumi, Ryo đã trải qua quá trình tiến hóa từng phần thành một hình dạng không hoàn hảo của Agito. Điều này buộc anh phải tránh xa Mayumi, người đã sợ hãi trước sự xuất hiện của anh đến mức phải chuyển ra khỏi thị trấn. Nhưng bởi vì anh là một bản sao không hoàn hảo của Agito, việc Ryo không có chất ổn định khiến sự biến đổi của anh không ổn định, mang theo những tác động có hại đến cơ thể của Ashihara như phân rã tế bào. OverLord tìm thấy Ryo, kéo dài sự sống của anh thêm một thời gian nữa. Sau khi tấn công OverLord vì sợ hãi, Ryo biết rằng thi thể của cha mình đã được tìm thấy, được cho là đã chết vì suy nhược thần kinh. Để tìm hiểu sự thật đằng sau những thay đổi của mình và sự tự sát của cha mình, Ryo đã tìm kiếm câu trả lời từ những người sống sót khác của Akatsuki, sử dụng cuốn sách đen của cha mình để tìm họ, bắt đầu với Saeko Shinohara, bảo vệ cô khỏi Zebra Lord. Trong nỗ lực giết các Lords, anh đã yêu một người sống sót, Aki, người đã bị giết bởi các Lords, mặc dù vào thời điểm Kamen Rider Agito đến, Ryo đã tin rằng Agito là kẻ giết cô. Nhưng hơn nữa, nhiều thành viên Akatsuki còn sống đã xem Gills là kẻ ra tay giết họ.
- Kaoru Kino / Kamen Rider Another Agito (木野 薫／仮面ライダーアナザーアギト Kino Kaoru / Kamen Raidā Anazā Agito, 35-46): là một thiên tài phẫu thuật 32 tuổi nhưng vụ tai nạn trên một dãy núi tuyết đã hủy hoại sự nghiệp của anh khiến anh trở thành một bác sĩ phẫu thuật bị thất sủng và cướp đi sinh mạng của em trai anh, Masato Kino. Vụ việc khiến cánh tay phải của anh bị tê cóng nghiêm trọng, cuối cùng phải cắt cụt. Trớ trêu thay, các bác sĩ phẫu thuật sẽ thay thế cánh tay của Kino bằng cánh tay của người em trai đã khuất. Sự kiện đau thương đã ảnh hưởng lâu dài đến sức khỏe tâm lý và tình cảm của anh, kéo dài trong nhiều năm. Kino cuối cùng nhận ra mình có liên quan đến vụ việc trên "Akatsuki" và nằm trong số những cá nhân được OverLord of Light đánh thức. Theo thời gian, sức mạnh của anh sẽ trưởng thành, cho phép anh biến thành "Another Agito". Thật không may, sức mạnh này sẽ khiến trạng thái tinh thần hưng phấn của Kino tiếp tục leo thang thành những ảo tưởng lớn lao, tin rằng một mình anh có thể đánh bại mối đe dọa từ Lord. Những ảo tưởng của anh cuối cùng đã thúc đẩy anh cố gắng loại bỏ Shouichi Tsugami, Kamen Rider Agito. Mặc dù hành động của cánh tay em trai đôi khi sẽ gây trở ngại, nhưng cho đến khi thất bại trước Kamen Rider Exceed Gills, Kino mới trở nên khiêm tốn. Kể từ thời điểm đó, anh hỗ trợ các Rider khác, ngay cả sau khi Overlord đánh cắp sức mạnh của anh. Sau đó, anh đã thực hiện một cuộc phẫu thuật nhỏ trên Shouichi để cố gắng loại bỏ cây bút lông của Ericius Liquor khỏi cơ thể anh, trong lúc này Kino thừa nhận rằng anh đã trở nên hư hỏng không phải vì sức mạnh Agito, mà là sự yếu đuối của bản thân khi còn là một con người. Sau đó Kino đã có thể phục hồi sức mạnh của mình nhờ Shouichi và giúp cả nhóm đánh bại Ericius Liquor. Sau trận chiến, Kino đi với cả Majima và Ryo để uống một tách cà phê, và động viên Majima rằng anh có thể trở thành một Bác sĩ trước khi chết vì những vết thương do Volucris Falco gây ra trước đó. Tuy nhiên, anh đã chết với một khuôn mặt tươi cười sau khi mơ ước có thể cứu em trai của mình trong vụ tai nạn núi tuyết.

- Trong movie và tập đặc biệt:

| Kamen Rider G3 Mild | Takahiro Omuro |
| Kamen Rider G4      | Shiro Mizuki   |

- Takahiro Omuro / Kamen Rider G3 Mild (尾室 隆弘／仮面ライダーＧ３軽度 Omuro Takahiro / Kamen Raidā Jī Surī Keido, 1-19, 21-25, 30, 32-35, Kamen Rider Agito Special: A New Henshin, Kamen Rider Agito: Project G4, 36, 38-40, 43 & 45-51): là một thành viên 24 tuổi của đơn vị Squad of Anti Unidentified Lifeforms ("SAUL"). Anh ấy giúp đỡ Ozawa tại căn cứ chỉ huy di động G-Trailer. Thường là cứu cánh trong truyện tranh của đội G3, anh ấy có xu hướng non nớt hơn Hikawa và Ozawa, và vô tư hơn hai người kia. Trong Kamen Rider Agito Special: A New Transformation, anh trở thành G3 Mild và đưa pin của mình cho Makoto Hikawa / Kamen Rider G3-X nhưng phải từ bỏ việc trở thành G3 Mild sau khi dự án bị hủy bỏ. Trong phần kết của bộ truyện, anh ấy trở thành thủ lĩnh của G5 Unit.
- Shiro Mizuki / Kamen Rider G4 (水城 史朗／仮面ライダーＧ4 Mizuki Shiro / Kamen Raidā Jī Fō, Kamen Rider Agito: Project G4): là một trong những quân nhân bảo vệ cơ sở giáo dục tâm linh GA trong thời gian nó bị tấn công bởi Formica Pedes. Mặc dù anh sống sót qua thử thách, anh bị bỏ lại như một người đàn ông 35 tuổi mệt mỏi. Với niềm tự hào về một người lính tan vỡ, Mizuki bắt đầu sống như một người sẽ đón nhận cái chết như một phương tiện thực sự để trở nên mạnh mẽ hơn. Cuối cùng anh tình nguyện làm người điều khiển bộ đồ cũ của "Generation 4-System" và như số phận sắp đặt, đụng độ với người điều hành G3-X Hikawa, để đưa lý tưởng của họ vào thử nghiệm trên chiến trường. Nhưng trong suốt cuộc chiến, G4 bắt đầu gặp trục trặc. Mặc dù vậy, Mizuki không chịu đầu hàng. Cuối cùng, Mizuki không chịu nổi sự căng thẳng của G4 và chết. AI của G4 cố gắng vượt lên và tiếp tục trận chiến, nhưng đã bị tiêu diệt bởi Hikawa.

### Đồng minh
- Overlord of Light (光のオーヴァーロード Hikari no Ōbārōdo?): là một trong hai thực thể sinh đôi đã tồn tại từ rất lâu trước cả khi có Linto Tribe. Là hiện thân của ánh sáng nên luôn bận bộ đồ trắng. Đã cùng với người "anh em song sinh" Overlord of Darkness cùng tồn tại hòa hợp trong một thời gian, cuối cùng tạo ra thế giới của riêng họ . Tuy nhiên, cả hai đều không thể thống nhất về việc ai sẽ trị vì sự sáng tạo của họ và một cuộc chiến giành quyền kiểm soát đã diễn ra. Cuối cùng, Overlord of Darkness đã chiến thắng. Nhưng với hơi thở hấp hối của mình, Overlord of Light đã ban tặng bản chất của mình cho nhân loại, sức mạnh của Agito, với hy vọng một ngày nào đó, họ sẽ phát triển vượt hơn cả anh và nằm ngoài tầm kiểm soát của Overlord of Darkness. Anh cũng là người đã đánh thức hạt giống Agito của Shouichi trên con tàu Akatsuki biến Shouichi trở thành Agito thứ hai để đối đầu với El of the Water.
- Mana Kazaya (風谷 真魚 Kazaya Mana?, 1-22, 24-27, 29-35, Kamen Rider Agito Special: A New Henshin, Kamen Rider Agito: Project G4 & 36-51): là con gái của giáo sư Nobuyuki Kazaya và cháu gái của giáo sư Yoshihiko Misugi mà Shouichi sống cùng. Mana là một cô gái 17 tuổi được tiết lộ rằng cũng sở hữu hạt giống Agito, khi Tetsuya / Shouichi đánh thức sức mạnh của mình và cuối cùng nhờ cô giúp đỡ để hồi sinh Ryo / Gills. Cô là người đầu tiên biết Shouichi là Agito và nhìn thấy anh biến thân vào cuối tập 3. Cô đã cảm thấy sợ hãi nhưng sau đó đã nói với Shouichi rằng anh có thể dùng sức mạnh của mình để bảo vệ mọi người. Trong Kamen Rider Agito: Project G4, Mana bị bắt cóc bởi Risa Fukami, người đã tạo ra phiên bản Hệ thống G4 của riêng cô. Sau đó, cô bị giữ trong tình trạng bất tỉnh và kết nối với một cỗ máy sử dụng sức mạnh của cô để dự đoán chuyển động của các đối thủ của G4 sau khi nhìn thấy tương lai gần. Khi Shouichi gần như bị giết bởi đối thủ của mình, Mana tỉnh lại và đã tìm cách trốn thoát.
- Giáo sư Nobuyuki Kazaya (風谷 伸幸 Kazaya Nobuyuki?, 13, 31 & 44-45): là cha của Mana và anh em kế của Yoshihiko. Ông cũng là giáo sư đại học của Yukina và Tsugami. Đã chết trước khi bộ truyện bắt đầu, ông luôn được miêu tả trong những đoạn hồi tưởng của Mana như một người cha yêu thương, cảnh báo cô không được nói với ai về sức mạnh siêu nhiên của mình. Tuy nhiên, ông thực sự là một người đàn ông rất tham vọng, muốn chứng minh với người anh em kế của mình rằng ông có thể tạo ra một siêu nhân. Bị ám ảnh bởi sức mạnh siêu nhiên của Yukina, ông tiến hành một loạt các thí nghiệm với cô cùng với sự trợ giúp của Sawaki. Điều này cuối cùng dẫn đến cái chết do tai nạn của ông dưới tay của Yukina ở tuổi 45 - cái chết của ông cùng ngày với sinh nhật của Mana.
- Giáo sư Yoshihiko Misugi (美杉 義彦 Misugi Yoshihiko?, 1-3, 5-11, 13-14, 18, 22, 24, 26-27, 29-32, 34-35, Kamen Rider Agito Special: A New Henshin, Kamen Rider Agito: Project G4, 36, 40, 43-47, 49 & 51): là chú của Mana Kazaya và là anh em kế của Nobuyuki Kazaya. Ông cũng là người đàn ông 45 tuổi mà Shouichi sống cùng, cũng như là giáo sư khoa Tâm lý học tại trường Đại học Jōhoku mà Ozawa từng theo học. Ông là người tính tình thẳng thắn nhưng lại rất hay nhậu nhẹt. Vợ ông không xuất hiện nhưng được biết là đang đi công tác nước ngoài để dạy nghề.
- Taichi Misugi (美杉 太一 Misugi Taichi?, 1-18, 20, 22, 24-27, 29-35, Kamen Rider Agito Special: A New Henshin, Kamen Rider Agito: Project G4, 36-37, 40-41, 43-44, 49 & 51): là con trai của giáo sư Yoshihiko Misugi và em họ của Mana, hai người thân thiết như chị em ruột. Tachi là một cậu bé 10 tuổi và không xuất hiện trong novel gần đây của Kamen Rider Agito. Có vẻ như không cảm thấy cô đơn khi mẹ cậu không ở nhà, nhưng cậu dễ bị tổn thương trước một người phụ nữ trưởng thành như Aki Sakaki, người khiến cậu cảm thấy giống như mẹ của mình. Mặc dù cậu không phải là một cậu bé xấu, nhưng cậu có một thái độ táo tợn như bỏ nhà đi, mặc dù cậu phụ thuộc vào Shouichi cả đời. Chế độ ăn uống của cậu không cân bằng một cách nghiêm trọng, chẳng hạn như ghét cà chua và trứng.
- Sumiko Ozawa (小沢 澄子 Ozawa Sumiko?, 1-26, 30, 32-35, Kamen Rider Agito Special: A New Henshin, Kamen Rider Agito: Project G4, 36-41, 43, 45-51): là thiên tài đứng đằng sau G3-System. Ozawa sinh ra ở New York vào năm 1977. Năm 12 tuổi, cô đăng ký học tại MIT và ở tuổi 15, cô đã trở thành sinh viên tốt nghiệp hàng đầu trong khóa học với bằng tiến sĩ. Cô là một thiên tài với chỉ số IQ hơn 180. Cô ấy 25 tuổi và là bạn tốt với Makoto Hikawa, người sử dụng Hệ thống G3. Ozawa là một người thẳng thắn, xảo quyệt và rất coi trọng công việc của mình. Cô rất tin tưởng vào khả năng của Hikawa và tin tưởng anh ấy rất nhiều. Vị trí của cô trong đơn vị G3 là kỹ sư giám sát của hệ thống, giám sát tình trạng của người điều khiển và bộ đồ G3 trong khi chiến đấu từ căn cứ chỉ huy di động G-Trailer. Cô luôn cạnh tranh với Toru Hojo. Cô ấy rất vui khi biết Shouichi là Agito. Trong phần kết của loạt phim, cô rời lực lượng cảnh sát sau sự cố Overlord và chuyển đến Anh để làm việc tại Đại học Tây London với tư cách là một giáo sư.
- Tetsuya Sawaki (沢木 哲也 Sawaki Tetsuya?, 12-35, Kamen Rider Agito: Project G4 & 36-51): là một người đàn ông 35 tuổi được sống lại bởi Overlord do dính líu đến cái chết của Agito đầu tiên, Yukina Sawaki. Anh mới chính là Shouichi Tsugami thật sự. Trên thực tế, anh có quan hệ tình cảm với Yukina và cố gắng ngăn cô ấy tự tử, nhưng cuối cùng anh đã để cho cô ấy tới với cái chết của mình. Ngay sau đó, anh cũng tự sát vì không thể chịu đựng được cảm giác tội lỗi về cái chết của Yukina. Tuy nhiên, Overlord lúc này đã trưởng thành hồi sinh anh và cho anh một số sức mạnh của mình, cho phép anh đẩy nhanh quá trình tiến hóa hạt giống Agito. Nhưng anh đã quay lưng lại với Overlord khi nhận ra thế giới cần nhiều người hơn có thể trở thành Agito. Shouichi cuối cùng đã tìm cách chuộc lỗi bằng cách cứu Kana Okamura, trước khi Overlord ban cho anh sự yên nghỉ vĩnh viễn để cùng anh nhìn thấy tương lai của nhân loại.
- Akatsuki (あかつき号 Akatsuki-gō?): là một con tàu nơi linh hồn của Overlord of Light xuất hiện một cách bí ẩn để trao Seed of Agito cho các hành khách trên tàu. Sau khi ban phước cho họ bằng sức mạnh, con tàu đã bị tấn công bởi El of the Water do Overlord of Darkness phái đến, vì sợ anh trai của mình sẽ cấp hạt giống Agito cho các hành khách. El đã chiến đấu với Tetsuya Sawaki khi anh thức tỉnh với tư cách là Agito thứ 2 và cuối cùng ném anh xuống biển. Trong khi anh không thể đánh bại El Lord, Agito đã giữ anh ta đủ lâu để một cảnh sát tên là Makoto Hikawa nhìn thấy một cơn bão vượt qua thuyền Akatsuki và nhảy xuống nước để cứu những người có thể còn sống sót. Anh đã cứu được tất cả mọi người trừ Tetsuya, người được tuyên bố là "mất tích trên biển". Kể từ thời điểm đó, cuộc sống của những hành khách được may mắn cứu thoát sẽ chịu những thay đổi sâu sắc và đặc biệt khi họ vượt qua các chặng đường trong suốt bộ truyện. "Thủ lĩnh" của họ là Kaoru Kino.

- Tomoko Miura (三浦 智子 Miura Tomoko, 9 & 42): là một cô gái 29 tuổi và là một trong những hành khách trên con tàu Akatsuki. Tomoko tình cờ gặp Shouichi, nhận ra anh là người đàn ông trẻ mà cô tin rằng đã chết trên Akatsuki. Cô ấy gọi điện đến nhà Misugi để nói với Shouichi rằng hãy gặp cô ấy vào chiều mai tại Công viên phía Đông để tìm câu trả lời mà anh ấy tìm kiếm. Nhưng trước cuộc gặp gỡ của họ, Tomoko đã bị chính OverLord bóp cổ đến chết. OverLord cũng tiết lộ trong cuộc trò chuyện với Sawaki rằng khi giết cô, anh ta cảm thấy vô cùng đau lòng khi giết chính đứa con của mình. Cái chết của cô ấy khiến OverLord phải rút lui trong một khoảng thời gian để giải quyết nỗi đau này.
- Saeko Shinohara (篠原 佐恵子 Shinohara Saeko, 11-12 & 42): là một cô gái 24 tuổi và là bạn thân nhất của Tomoko, cô sống với anh trai của mình Kazuki Shinohara và là một nhà khảo cổ học. Sau sự kiện Akatsuki, cô ấy bị tổn thương đến mức không thể tiếp xúc với bất cứ thứ gì. Nhưng khi nghe về truyền thuyết sai lầm về Hồ Sandouko, cô bắt đầu lần tìm những di tích của thời đại Jomon kể về một nền văn minh cổ đại tôn thờ một Agito cổ đại. Để giữ cho Saeko luôn trong trạng thái đó, anh trai cô đã vứt những di vật mà cô tìm thấy xuống hồ. Khi khả năng đặc biệt của cô bắt đầu xuất hiện, Equus Dies tấn công cô. Nhưng trong cuộc chiến giữa Gills và Dies, Saeko bị kẹt chân vào rong biển và chết đuối.
- Aki Sakaki (榊 亜紀 Sakaki Aki, 15-17, 20-21 & 42): là một cô gái 24 tuổi và tự nhận mình là quản gia do Giáo sư Misugi cử đi, cô được các thành viên Akatsuki cử đến để điều tra Shouichi, cuối cùng tự nhận mình là người yêu thời trung học của anh khi bị ép tới đường cùng. Cô cũng gặp Ryo, người mà cô đã từ chối nói về việc ở trên Akatsuki trước khi buộc phải tiết lộ sự thật về nó. Tuy nhiên, trước khi cô có thể nói cho Ryo sự thật đầy đủ thì cô có tình cảm với anh nhưng anh đã bị tấn công bởi Hojo và nhóm của anh ta. Tin rằng Ryo đã chết, sức mạnh của Aki bắt đầu bộc lộ khi cô tìm đường đến Masumi và yêu cầu anh ta in ra mọi thứ trong Agito Capture Plan và truy lùng những người có liên quan. Nhưng trước đó, cô gặp Tetsuya, người đã tăng tốc độ tiến hóa sức mạnh của cô. Kết quả là, cô trở nên hư hỏng bởi nó và bắt đầu sử dụng sức mạnh tâm linh của mình để giết những người có liên quan đến Kế hoạch bắt giữ Agito trong khi trốn tránh các Jaguar Lords. Trong khi định giết Hojo, biết rằng Ryo vẫn còn sống, cô đã bị tấn công bởi Pantheras Rubeo. Mặc dù cô đã thoát khỏi hắn với sự trợ giúp từ Gills, Aki vẫn bị phục kích bởi Pantheras Magistra, kẻ đã siết cổ cô. Vào thời điểm Agito tìm thấy xác chết của cô, Ryo đến hiện trường và cho rằng Agito đã sát hại Aki, bắt đầu một loạt các trận chiến nảy lửa cho đến khi cả hai có thể làm hòa.
- Masumi Sekiya (関谷 真澄 Sekiya Masumi, 20-33 & 42): là một người phụ nữ 21 tuổi theo chủ nghĩa hoài nghi và là một trong những hành khách liên quan đến sự kiện Akatsuki, người từng là vật chủ của El of the Water cho đến khi anh ta thu thập đủ năng lượng để rời khỏi cơ thể cô, khiến cô cạn kiệt năng lượng sống.
- Katsuhiko Sagara (相良 克彦 Sagara Katsuhiko, 20-31 & 42): là một chàng trai 25 tuổi được đánh thức bởi Tetsuya, sở hữu khả năng di chuyển đồ vật bằng ý nghĩ và năng lực tái tạo. Anh đã giết được Gills và cố gắng lừa Mana tin rằng cô không thể kiểm soát sức mạnh của mình. Tuy nhiên, Katsuhiko đã bị Crustata Palleo sát hại.
- Koji Majima (真島  浩二 Majima Kōji, 31-51): là một chàng trai 16 tuổi xuất thân từ dòng dõi bác sĩ, kết bạn với Mana và thần tượng Kino. Không có nhiều thông tin về lý lịch của Majima ngoài gia đình anh, những người mà tất cả các thành viên đều là bác sĩ. Do đó, gia đình anh đã kỳ vọng anh cũng sẽ theo bước gia đình mình trở thành một bác sĩ. Tuy nhiên, không có nguyên nhân cũng như kết quả, sự thiếu tài năng của Majima và/hoặc sự tự tin cần thiết để trở thành bác sĩ. Điều này đã khiến Majima vô cùng đau lòng trong suốt cuộc đời, dẫn đến việc anh lớn lên trở thành một người nóng nảy, cay nghiệt trước sự kiện phà Akatsuki. Khi Ryou bị thương sau trận chiến với Another Agito, Koji được Tetsuya/Shouichi bảo hãy cho Ryo hạt giống Agito của mình để cứu mạng cậu. Khi từ bỏ sức mạnh của mình, Ryo không chỉ được chữa lành hoàn toàn mà còn có thể tiến hoá lên hình dạng Exceed Gills. Anh ấy là thành viên duy nhất còn sống của Akatsuki vào cuối truyện.
- Jun Tachibana (橘 純 Tachibana Jun, 32 & 42): là một cô gái 21 tuổi và là bạn của Masumi Sekiya, bị cô ấy sát hại khi Masumi chịu ảnh hưởng của El of the Water.
- Masahide Takashima (高島 雅英 Takashima Masahide, 32 & 42): là đội trưởng của Akatsuki. Sau đó bị Masumi sát hại dưới ảnh hưởng của El.
- Kazuo Ashihara (葦原 和雄 Ashihara Kazuo, 42): là cha của Ryō. Sau vụ việc, dù mất tích nhưng Kazuo đã chết do suy sụp tinh thần tại nhà ga.

- Sư đoàn GA của JGSDF:

- Risa Fukami (深海 理沙 Shinkai Risa, Kamen Rider Agito: Project G4): là trung úy hạng nhất của sư đoàn GA thuộc Japan Ground Self-Defense Force được bổ nhiệm vào Đơn vị G3 và là cấp trên của Shiro Mizuki. Cô có một tính cách tàn nhẫn, làm mọi thứ để bảo vệ đất nước và cô sẵn sàng chết vì đồng nghiệp của mình. Cô sao chép dữ liệu từ máy tính của Ozawa liên quan đến G4. Sau khi có được thứ mình cần, cô ấy rời Đơn vị G3 và tạo ra bộ đồ G4, với ý định hoàn thiện nó bằng cách nhận nuôi những đứa trẻ mồ côi hay bắt cóc Mana nhằm nghiên cứu về sức mạnh siêu nhiên để nó có thể được sản xuất hàng loạt. Cuối cùng cô đã bị giết bởi Ant Lords trong khi tạo vật của cô bị phá hủy.

- Dr. Higashi Kunieda (国枝 東 Kunieda Azuma?, Kamen Rider Agito Special: A New Henshin): là một bác sĩ 40 tuổi đã chăm sóc cho Shouichi khỏe mạnh trở lại sau khi anh ta dạt vào bờ biển. Một thời gian sau, Tiến sĩ Kunieda giao anh ta cho Giáo sư Yoshihiko Misugi chăm sóc. Trong Kamen Rider Agito Special: A New Transformation, Bác sĩ Kunieda được giới thiệu là bạn và đồng nghiệp của Giáo sư Yoshihiko Misugi. Tiến sĩ Kunieda được miêu tả là một người thoải mái, luôn sẵn lòng giúp đỡ. Ông có một người con trai, Hiroki Kunieda, người đã tự tử sau khi không kiểm soát được hạt giống Agito đang biến anh ta thành Agito.
- Sakiko Mikumo (三雲 咲子 Mikumo Sakiko?, 1-6): là một nhà khoa học 32 tuổi phụ trách Phòng Nghiên cứu O-Parts, nhóm của cô đã nghiên cứu các vật phẩm từ các nền văn minh lâu đời đã mất. Tình cờ, cô và nhóm của mình tìm thấy mảnh ghép chứa DNA của Overlord và mở khóa nó. Không biết về bản chất của nó, cô ấy đã tổng hợp 30.000 DNA cũ, dẫn đến việc Overlord of Darkness được tái sinh cũng như bộ phận bị giải tán khi anh ta trốn thoát. Tuy nhiên, vì Overlord theo dõi cô, Sakiko đã bị Anguis Femineus sát hại. Vì giết một người bình thường được coi là điều cấm kỵ đối với những Unknown, Anguis Femineus đã bị chính Overlord điều khiển để tự sát sau đó.
- Ryuji Tsukasa (司 龍二 Tsukasa Ryūji?, 18-19): là một thành viên 38 tuổi của lực lượng cảnh sát, đồng đội cấp cao của Hōjō, đã trúng một viên đạn thay cho Hojo khi anh ta bồng bột muốn bắt tội phạm mà không chú ý cẩn thận trong quá khứ dẫn đến việc anh phải nhập viện trong khi em gái anh bị sát hại. Đến để xem xét khả năng của Đơn vị G3, anh đặt câu hỏi về lý thuyết của họ trong khi kéo tên họ xuống bùn làm vỏ bọc để giết Hisashi Hanamura, người bị tình nghi đã sát hại em gái mình Saori Tsukasa vì phá đám cưới của cô và không bao giờ bị kết tội vì thiếu bằng chứng. Thành công trong việc biến cái chết của Hanamura giống như tác phẩm của một Unknown với bằng chứng ngoại phạm kín kẽ, Tsukasa đã thú nhận sau khi Hōjō bị cho nghỉ và ra tự thú.
- Risa Mizuhara (水原 リサ Mizuhara Risa?, 47-50): là một VĐV điền kinh trẻ có sở thích chạy xe máy có in hình bọ cạp trong đội trung học của cô, nhưng đã bị tổn thương và tẩy chay bởi những người bạn cũ của cô. Sinh nhật cô vào ngày 13/11 thuộc cung Bọ cạp nên cô mang danh tính của một Scorpion, Risa liều lĩnh tham gia đua xe để quên đi quá khứ của mình. Kỹ năng lái xe của cô khá tốt và cô đã tránh khỏi sự truy đuổi của Omuro, người đang truy bắt các lỗi vi phạm tốc độ với tư cách là cảnh sát giao thông. Cô quen Ryo khi cô đến cửa hàng xe máy nơi Ryo đang làm việc bán thời gian để sửa xe. Cô có một tính cách thẳng thắn và nếu bạn hỏi Ryo, cô vẫn còn là một đứa trẻ. Mặc dù Ryō đã giúp cô ấy, Risa đã bị giết do hậu quả của cuộc diệt chủng của Overlord đối với những người sinh ra dưới dấu hiệu Scorpio.
- Koji Kono (河野 浩司 Kōno Kōji?, 1-6, 8-14, 16-17, 20, 23-25, 28-30, 33, Kamen Rider Agito Special: A New Henshin, Kamen Rider Agito: Project G4, 39, 43, 45 & 47-51): là một thám tử kỳ cựu và cộng sự của Makoto Hikawa từ Phòng điều tra của Sở Cảnh sát Đô thị 1. Ông là cấp trên của Hojo và là một trong số ít người hiểu rằng anh ấy là một "chàng trai tốt". Ông là một người khá dễ dàng nhưng dũng cảm. Khi Hojo là người đeo G3 và khi thiết bị G3 không hoạt động, Hikawa cũng đều điều tra vụ việc dưới quyền ông. Ông đang theo dõi vụ giết Nobuyuki Kazaya và có một người quen với Mana. Ngoại trừ Hikawa và Hojo, ông là cảnh sát duy nhất chiến đấu chống lại Unknown theo cách riêng của mình. Ông là khách quen của quầy ramen "Umaiken" gần Sở Cảnh sát Thủ đô và có thể ăn ở quầy đó trong thời gian làm việc. Đôi khi khi ăn bento của vợ, ông lại lẩm bẩm: "Ramen ngon hơn".
- Koichi Ryono (両野 耕一 Ryōno Kōichi?, 1-5) : là HLV câu lạc bộ bơi lội của Đại học Jōhoku. Ryo đã chăm chỉ theo anh học bơi lội và phát triển tài năng của mình, anh cũng mong mỏi và đặt hi vọng vào tương lai của Ryo. Đáp lại sự cố của Ryo tại giải đấu, anh đối xử tử tế với anh ấy và thậm chí còn nói: "Hãy coi đó như một gia đình và nói về bất cứ điều gì". Tuy nhiên, khi biết về danh tính của Ryo, anh trở nên sợ hãi và thay đổi thái độ của mình và trong khi hứa sẽ gặp Ryo, người đã tiếp cận anh để tham khảo ý kiến, anh sử dụng sự vắng mặt của mình để bắt các thành viên khác trả tiền trước. Khi được hỏi các thành viên cảm thấy khó hiểu về điều đó, họ chỉ nói: "Tôi không biết gì cả". Mặc dù suýt xảy ra tai nạn nhưng điều đó trái ngược với Yoshihiko, người đã không bỏ rơi Shouichi, một người họ hàng đã khiến người thân của anh phải chết.
- Mayumi Katahira (片平 真由美 Katahira Mayumi?, 5-6) : là người yêu của Ryo. Cô sỉnh ra ở tỉnh Kagoshima. Là học sinh theo học Yoshihiko tại Đại học Jōhoku, cô trở thành gia sư của Makoto ở rìa. Cha của cô có sức mạnh siêu nhiên, nhưng đã bị giết bởi Anguis Masculus. Những người trong dòng họ của cô cũng là mục tiêu của Anguis Masculus, dẫn đến việc cô biết được danh tính thực sự của Ryo. Cô cũng tin rằng đó là lỗi của Ryo khi cô và cha mình bị tấn công, từ chối anh ấy và trở về quê hương của mình "bởi vì cô là một con người bình thường".
- Hisashi Hanamura (花村 久志 Hanamura Hisashi?, 18-19) : là chủ tiện bánh "Hanamura Bakery" chuyên bán Pickle Sandwich trong khu phố của gia đình Misugi, nơi Shouichi có một công việc bán thời gian. Xuất hiện lần đầu trong tập 18 sau khi Aki biến mất. Mặc dù ông được Shouichi gọi là "ông" chủ, nhưng ông nói rằng mình không già đến vậy. Trên thực tế ông là vị hôn phu của Saori Tsukasa, em gái của Ryuji Tsukasa, nhưng hôn ước đã bị hủy bỏ do vướng phải một vài mối quan hệ. Vì vậy, ông trở thành nghi phạm trong vụ án mạng vì tức giận mà ra tay sát hại vợ chưa cưới nhưng được thả ra do không đủ chứng cứ. Có lẽ ông đã đoán trước rằng mình sẽ bị giết bởi kẻ giết người, kẻ nghi ngờ mình là tội phạm. Ông xuất hiện khi Hikawa đến thăm trong cuộc điều tra về Unknown, ông đưa cho Shouichi một công thức làm bánh mì và giao cửa hàng cho anh tiếp quản. "Tôi sẽ nói chuyện với bạn khi bạn yêu cầu". Ngay sau câu chuyện, ông bị giết bởi tên thủ phạm dưới hình thức một cuộc nổi loạn không rõ nguyên nhân. Shouichi tiếp tục làm việc bán thời gian cho đến khi Hanamura Bakery đóng cửa do bị niêm phong.
- Ramen stall father (ラーメン屋の親父 Rāmen-ya no Oyaji?, 9, 11, 19, 25) : là chủ sở hữu của một cửa hàng mì ramen "Umaiken" trên đường phố gần Sở Cảnh sát Thủ đô. Quán ăn yêu thích của Kono, hương vị được Kono chứng thực. Hojo không muốn đi cùng với anh ấy, nhưng khi Hojo là người sử dụng G3 và rời xa Kono, Hikawa đã ăn ramen ở đây với Kono. Sau đó, Ozawa, Omuro và Shouichi cũng dùng bữa với Hikawa. Sở thích của ông là "bói Naruto", ông đọc vận may của khách hàng từ trạng thái của miếng Naruto trong bát ramen mà ông đặt ra.
- Kosuke Takamura (高村 光介 Takamura Mitsusuke?, 22-25) : là giáo sư tại Phòng thí nghiệm Takamura của Đại học Jōhoku. Ông là thầy và cũng là đối thủ của Ozawa, ông cũng là một nhà khoa học đã phát triển hệ thống V-1 theo yêu cầu của Hojo. Ngay khi gặp lại, ông đã tuyên bố chiến thắng trước Ozawa và nói thẳng mặt "Tôi ghét em" nhưng ông thừa nhận tài năng của cô và G3-X. Và ngay sau sự cố bỏ trốn của G3-X, ông đã từ bỏ dự án phát triển hệ thống V-1 theo ý mình. Đồng thời, ông phát hiện ra rằng đó là một nhược điểm của Ozawa khi ông nói "G3-X là hoàn hảo" và sau khi khuyên nhủ Ozawa, ông đã bàn giao chip điều khiển AI cho G3-X mà ông đã phát triển. Bằng cách cài đặt chip điều khiển, mức độ AI sẽ giảm xuống và G3-X sẽ đạt đến mức hoàn thiện thực sự.
- Bike shop father (バイク屋の親父 Baiku-ya no Oyaji?, 28 & 47-50) : là chủ sở hữu của "Miyako Hiroshi Auto Body", một cửa hàng xe máy nơi Ryo làm thêm bán thời gian. Đây là nơi Ryo và Risa lần đầu gặp nhau khi cô đến đây để sửa xe và cũng thường xuyên ghé qua mỗi lần xe của cô bị hỏng. Ông bị bệnh thấp khớp do đó ông thường nghỉ ngơi và giao cửa hàng lại cho Ry quản lý.
- Kuramoto (倉本 Kuramoto?, 47-50) : là bếp trưởng tại nhà hàng do chính mình làm chủ. Trước đây là giảng viên của trường dạy nấu ăn quốc gia Shīna và là giáo viên của Shouichi, Shouichi làm công việc bán thời gian trực tiếp tại nhà hàng của anh. Mặc dù thường có tính cách ôn hòa, nhưng anh có niềm tin và niềm tự hào với công việc đầu bếp và chủ nhà hàng của mình, vì vậy anh có một sự nghiêm khắc không thể tưởng tượng được trong công việc bếp núc. Kana Okamura, người học việc tại cửa hàng của anh, đã bị anh nghiêm khắc khiển trách vì đã phạm sai lầm nhiều lần và có ý định đuổi việc cô ấy nhưng đã rút lại quyết định sau sự theo dõi của Shouichi và sau khi khiển trách về những sai lầm của cô, anh đã thêm lời khuyên rằng cô ấy nên cẩn thận hơn một chút.
- Naozumi Shirakawa (白河 尚純 Shirakawa Naozumi?, 49-50) : là người điều hành đơn vị G3, giám đốc điều hành Sở cảnh sát đô thị và cũng là một quan chức chính phủ. Ông là người đã chứng kiến cuộc họp của Toru Hojo về vấn đề Agito và Unknown. Để đáp lại các báo cáo từ Hojo, người coi Kamen Rider Agito là nguy hiểm, ông đã quyết định thay đổi cách vận hành đơn vị G3 thay vì tiêu diệt thì sẽ đi theo hướng "Bảo vệ Unknown" để loại bỏ "Agito có thể nguy hiểm hơn Unknown" vào cuối câu chuyện bằng cách giết những người được Overlord of Light trao cho hạt giống Agito, có khả năng trở thành một Agito.
- Sayaka Kahara (加原 紗綾香 Kahara Sayaka?, Kamen Rider Agito: Project G4) : là một cô tiểu thư 12 tuổi với khả năng thấu thị siêu phàm và thích chơi đàn piano. Cô xuất thân từ một gia đình giàu có và sống tương đối tốt cho đến khi cô mồ côi trong một vụ tai nạn xe hơi, điều này đã giết chết tất cả người thân trừ bản thân Sayaka. Cô được Viện Sức mạnh Siêu nhiên thu nhận để trở thành thần dân. Cô đã tham gia vào nghiên cứu tại cơ sở giáo dục tâm linh GA với tư cách là một ứng cử viên tâm linh cho dự án G4. Tuy nhiên, vì viện nghiên cứu bị tấn công bởi Unknown, cô đã trốn thoát cùng Rei Motoki bằng cách tận dụng hết khả năng tiên đoán của mình. Sau đó, cô bị tách khỏi Rei và chuyển đến gia đình Misugi khi cô đã ngăn chặn vụ tai nạn giao thông xảy ra với Taichi Misugi bằng khả năng tiên đoán của mình, trở thành bạn của Shouichi Tsugami (Tetsuya Sawaki) và Mana Kazaya. Risa Fukaumi, người đang cố gắng sử dụng sức mạnh siêu nhiên sắp bắt Mana đi nhưng với sự giúp đỡ của Shouichi, cô đã đấu tranh để cứu Mana, người đã bị bắt cóc để thay thế cô. Kết phim một người bảo lãnh mới sẽ được tìm kiếm và cô sẽ sống với Rei.
- Rei Motoki (本木 レイ Motoki Rei?, Kamen Rider Agito: Project G4): là một cậu bé 10 tuổi có năng khiếu ngoại cảm. Cậu giống như hầu hết trẻ em trong Cơ sở Ngoại cảm GA, đều mồ côi từ khi còn nhỏ. Cậu đã mất nhiều bạn bè do cuộc xâm lược của Unknown và tìm cách trốn thoát cùng với Sayaka Kahara. Trong cuộc chạy trốn của mình, cậu rời xa Sayaka và yêu cầu Ryo Ashihara, người mà cậu gặp vào thời điểm đó, nhận lỗi về cái chết của những người bạn đồng hành của mình. Tuy nhiên, Ryo, người phát hiện ra rằng Rei đang làm điều gì đó bất hợp pháp, đã ngăn chặn việc này. Bằng cách thay đổi suy nghĩ của mình và làm một "kẻ đập vai" trên đường phố, cậu đã kiếm được tiền và tặng đồ ngọt như một món quà, và cậu có thể nói chuyện với Ryo. Cậu đi gọi Ryo để giải cứu Mana Kazaya, người đã bị bắt cóc bởi Risa Fukaumi và những người khác. Và khi tất cả những Unknowns đã bị đánh bại, cậu quyết định sống với Sayaka.
- Others:

| First Agito | Yukina Sawaki                |
| Agito       | Kana Okamura (temporarily)   |
| Agito       | Hiroki Kunieda (temporarily) |
| V-1         | Toru Hojo                    |

- Yukina Sawaki / First Agito (沢木 雪菜／最初の最初 Sawaki Yukina / Saisho no Agito, 20, 24-27, 38, 42, 44-45 & 50): là một phụ nữ tâm linh trẻ và là người đầu tiên trở thành Agito (最初). Cô là chị gái của Tetsuya Sawaki, người trở thành Agito thứ hai và lấy tên là Shouichi Tsugami, một cái tên trước đây được sử dụng bởi bạn trai của cô bây giờ được biết đến là Tetsuya Sawaki. Cô đã tham gia vào một dự án nghiên cứu huyền bí do Giáo sư Kazaya tại Đại học Jyohyoku thực hiện. Những thí nghiệm này khiến cô bị chấn thương nặng, không thể kiểm soát được khả năng Agito của mình, cô đã giết Kazaya một cách vô thức. Điều này khiến cô mất trí và cô đã tự sát ở tuổi 23, mặc dù bạn trai của cô là Shouichi đã cố gắng cứu cô, nhưng cuối cùng anh ấy đã đồng ý với Yukina, để cô chết trong yên bình. Cô bỏ lại người em trai Tetsuya của mình, người sau này sẽ trở thành Agito tiếp theo.
- Kana Okamura (岡村 可奈 Ichijo Kaoru, 47-50): là một đầu bếp bán thời gian nhưng lại không có khả năng nấu ăn và đã bị sa thải cho đến khi Shouichi giúp cô. Cha cô là một đầu bếp, nạn nhân của một cuộc tấn công của Unknown, vì vậy bản thân cô là một Agito gần như thức tỉnh. Sợ hãi điều này xảy ra, Kana đã cố gắng tự sát, nhưng Shouichi và Tetsuya đã cố gắng ngăn cản và cho cô một lý do để tiếp tục sống.
- Hiroki Kunieda (国枝 広樹 Kunieda Hiroki, Kamen Rider Agito Special: A New Henshin,): là con trai 18 tuổi của Higashi Kunieda. Khi anh nhận ra mình đang biến đổi do có hạt giống Agito mà Overlord of Light gieo trong cơ thể mình, anh nói với Higashi: "Cha... Con không còn là con nữa". Anh đã tự sát sau khi không kiểm soát được sức mạnh Agito của mình, thứ đang biến anh thành Agito.
- Toru Hojo / V-1 (北條 透／V-1 Hōjō Tōru / Bui Wan, 1-18, 20-26, 28, 30-31, 33, 35-40, 42-46, Kamen Rider Agito Special: A New Henshin, Kamen Rider Agito: Project G4, Kamen Rider Agito:Project G1 & 48-51): là một cảnh sát đồng nghiệp 25 tuổi và có sự ganh đua với Makoto và Sumiko, mặc dù anh ta tôn trọng Makoto và có sự ngưỡng mộ đối với Sumiko. Toru là một điều tra viên xuất sắc và tài năng cũng như xảo quyệt và thâm hiểm, chẳng hạn như nỗ lực đầu tiên của anh để bắt Agito khiến anh suýt bị giết bởi Aki Sakaki. Anh cũng là người tạo ra Victory One System (V-1) được dùng để cạnh tranh với Generation 3 System (G3). Sau khi từ bỏ việc theo đuổi hệ thống G3, Hōjō cố gắng khám phá những bí ẩn đằng sau vụ án Kazaya Nobuyuki bị giết, do đó dẫn đến việc khám phá ra thủ phạm: Yukina Sawaki, một Agito. Toru kết luận rằng con người sở hữu sức mạnh Agito nguy hiểm hơn Unknown và thuyết phục cấp trên của mình cải tổ G3 Unit nhưng trên thực tế, anh sợ sức mạnh của họ giống như Lords và Overlord. Khi Makoto và Sumiko lấy lại đơn vị G3 từ anh ta, anh lùi lại và để họ lấy nó. Anh ấy khá bất ngờ khi biết rằng danh tính của Kamen Rider Agito là Shouichi, bạn của Makoto và cũng là người đã làm chủ Hệ thống G3-X. Trong phần kết của bộ truyện, Toru gặp Sumiko tại một trường đại học ở London, gợi ý rằng anh đã yêu cô ấy, nhưng hủy bỏ coi như một trò đùa và họ vẫn là đối thủ của nhau mặc dù rất tôn trọng lẫn nhau.

## Lords
Lords (ロード Rōdo) là một nhóm các đệ tử hùng mạnh phục vụ dưới quyền của Overlord of Darkness, người đã tạo ra chúng từ cơ thể của hắn. Chúng được sở cảnh sát gọi là Unknown (アンノウン An'nōn) để phân biệt chúng với các Unidentified Life Forms đã tấn công nhân loại hai năm trước. Trên thực tế, theo sách và bách khoa toàn thư nhỏ về Kamen Rider Agito, các Lords thực chất thuộc Linto Tribe (リント Rinto) đã chiến đấu với Gurongi trong quá khứ trước khi Kuuga đánh bại chúng, như vậy mối liên kết của các Lords với Lynt như những người bảo vệ nhân loại.
Tất cả các Lords đều giống người với đầu của con vật mà bộ tộc họ thuộc về. Tất cả chúng đều có hình cánh nhô ra khỏi vai, có thể ám chỉ sự tồn tại của chúng như một thiên thần hoặc thánh sứ giả khi chúng nhắm mục tiêu đến những người sống sót sau sự cố Akatsuki, vì chúng và những người khác sở hữu một dạng sức mạnh tâm linh đánh dấu chúng có tiềm năng trở thành Agito. Khi giết một loại người nhất định, chúng thực hiện một nghi lễ bằng cách dùng tay, nói rằng họ muốn được phép phạm tội. Đồng thời, một vầng hào quang sẽ xuất hiện trên đầu chúng. Mỗi người trong số chúng đều có những cách giết người độc đáo, ví dụ: bỏ xác trên cây, làm tan xác con người, làm khô con người thành cái chết, biến con người thành cát, kéo con người dưới đất, kéo con người lên không trung. và thả chúng, bốc hơi, v.v... Giết một người bình thường được coi là điều cấm kỵ với hình phạt tử hình.
Khi một Lord bị giết, vầng hào quang thường xuất hiện trên đầu chúng trước khi phát nổ.

### Overlord of Darkness
Overlord of Darkness (闇のオーヴァーロード Yami no Ōbārōdo) là một trong hai thực thể sinh đôi đã tồn tại từ rất lâu trước cả khi có Linto Tribe. Là hiện thân của bóng tối nên luôn bận bộ đồ đen. Đã cùng với người "anh em song sinh" Overlord of Light cùng tồn tại hòa hợp trong một thời gian, cuối cùng tạo ra thế giới của chúng ta. Tuy nhiên, cả hai đều không thể thống nhất về việc ai sẽ trị vì sự sáng tạo của họ và một cuộc chiến giành quyền kiểm soát đã diễn ra. Cuối cùng, Overlord of Darkness đã chiến thắng. Nhưng với hơi thở hấp hối của mình, Overlord of Light đã ban tặng bản chất của mình cho nhân loại, sức mạnh của Agito, với hy vọng một ngày nào đó, họ sẽ phát triển vượt hơn cả anh và nằm ngoài tầm kiểm soát của Overlord of Darkness. Nhưng Overlord of Darkness không để điều này xảy ra, tự mình hạ bệ các bình chứa Agito (tức những người được Overlord of Light gieo hạt giống Agito), tạo ra các Lords để giết tất cả những người có tiềm năng "tiến hóa" thành Agito. Mặc dù đã chết vào khoảng kỷ nguyên Pleistocene, Overlord of Darkness vẫn để lại một câu đố chứa mô hình DNA của chính anh ta. Sau khi câu đố được giải quyết, DNA của Overlord đã được tái tạo lại từ đầu. Điều này cho phép anh ta cải tạo cơ thể vật lý của mình, bắt đầu từ khi còn là một đứa trẻ sơ sinh khi anh ta thoát ra khỏi sự quản thúc và thoát khỏi phòng thí nghiệm OOPArts. Tuy nhiên, sự ra đời của anh đã được chứng kiến bởi Sakiko Mikumo, theo sau cô sau khi anh trưởng thành từ một cậu bé tám tuổi cho đến khi cô bị giết bởi Anguis Femineus, người bị Overlord trừng phạt vì buộc cô phải tự kết liễu đời mình. Gặp Ryo khi anh ta gần chết, Overlord đã sử dụng sức mạnh của mình để kéo dài sự sống của anh ta, giả định anh ta ở dạng trưởng thành như một hệ quả. Sau khi buộc phải nghỉ ngơi khi suýt bị giết bởi một Gills đáng sợ, Overlord đã tự mình ra tay sát hại Tomoko Miura, bị bắt và đưa vào trại tâm thần sau khi anh ta không còn gánh nặng giết người. Do đó, Overlord quyết định theo dõi từ bên lề khi các Lords thực hiện nhiều vụ giết người có khả năng siêu nhiên khác nhau đối với bất kỳ ai đạt đến độ chín huyền bí, mặc dù anh ta đã can thiệp một lần để tăng sức mạnh cho Machine Tornador của Agito. Sau đó, kết quả là Shouichi, cùng với Ryo và Makoto Hikawa, làm phức tạp thêm vấn đề và can thiệp vào công việc của các sứ giả của anh ta. Chẳng bao lâu sau, thương vong tăng lên cho cả hai bên, với các tay sai và Lords đều chịu tổn thất nặng nề. Nhưng việc mất đi El of the Water đã khiến Overlord mở mắt nhìn ra một thực tế rằng các bình chứa của Agito, Shouichi Tsugami, Ryo Ashihara và Kaoru Kino đã trở nên quá mạnh. Cuối cùng, anh sẽ tận mắt chứng kiến tất cả các bình chứa Agito đang hoạt động đều bị săn lùng và tước bỏ Hạt giống Agito của chúng, khiến chúng trở nên bất lực. Tuy nhiên, Overlord nhận ra rằng anh ta cần phải giết các Riders để dập tắt các Hạt giống mà anh ta đã hấp thụ. Nhưng với sự trợ giúp của Hikawa, Shouichi đã giáng một đòn quyết định vào Overlord, giải phóng Hạt giống Agito về cho chủ nhân hợp pháp của chúng và buộc Overlord phải rút lui. Tuy nhiên, cú sốc mà ngay cả những con người bình thường đã phát triển đủ mạnh để chống lại sức mạnh của anh ta đã thuyết phục Overlord rằng nhân loại không còn xứng đáng tồn tại nữa, và vì vậy chúng bắt đầu dàn dựng cuộc tiêu diệt và bắt đầu lại. Overlord sẽ thực hiện hành động diệt chủng loài người của mình: thiết lập lại các chòm sao của Zodiac, cuối cùng giết chết tất cả nhân loại trong những vụ giết người kỳ quái doppelgänger bắt đầu từ những người sinh ra dưới thời Scorpio. Để làm được điều này đòi hỏi sự tập trung cao độ, điều này sẽ khiến anh ta dễ bị tổn thương. Cuối cùng, anh ta tạo ra El of the Wind để làm vệ sĩ cho mình và El of the Ground để tiếp tục giết những người đạt đến độ chín huyền bí. Nhưng các Riders vẫn đứng vững đến cuối cùng và khi các El Lords bị tiêu diệt, Overlord cố gắng rút lui nhưng bị thương bởi Shining Rider Kick của Agito. Overlord sống sót sau cuộc tấn công và nói chuyện với Tetsuya Sawaki trước khi chết ngay sau đó, những lời nói sau cùng thuyết phục anh ta rằng trong khi anh ta tạo ra loài người, Overlord không thực sự hiểu họ. Sau đó, anh ta gợi ý rằng anh ta quyết định hoãn lại kế hoạch của mình và quan sát cách con người sẽ sử dụng những món quà của chính họ và chúng có giá trị hiện có hay không.

### Lords general
- El of the Water (水のエル Mizu no Eru?, 33-35 & 41-43): Là người mạnh nhất trong số các Lords trên biển, anh ta sử dụng một cây giáo chẻ ngọn tên là Resentment Du Sanga (怨磋のドゥ・サンガ Ensa no Du Sanga?) làm vũ khí của mình, cùng với telekinesis và tái sinh. Là Lords chịu trách nhiệm về Sự cố Akatsuki, "giết" Sawaki khi anh thức tỉnh với tư cách là Agito thứ hai. El of Water cho phép những người khác trên tàu sống cho đến khi họ trải qua quá trình tiến hóa thành Agito, nhập vào cơ thể của Masumi Seika để đảm bảo rằng họ không bao giờ nói với ai về những gì đã xảy ra. Cuối cùng anh ta thức tỉnh, sử dụng Masumi để giết người thay anh ta cho đến khi anh ta tìm thấy Overlord, người đã cho anh ta sức mạnh cần thiết để rời khỏi vật chủ của mình, giết cô trong quá trình này. Sử dụng Orcinus để ngăn cản Agito, El đến để hoàn thành công việc và giết Shōichi, người bị El đe dọa. Tuy nhiên Ryō đã can thiệp và đưa Shōichi ra khỏi đường nguy hiểm. El of Water sau đó đã chạm trán với G3-X, nhưng đã tha cho anh ta sau khi cảm nhận được khả năng trở thành Agito bằng không của Hikawa. El Lord cuối cùng đã bị đánh bại bởi Burning Bomber của Agito Burning Form, trở về cơ thể của Overlord để hồi phục và trải qua một quá trình tiến hóa của riêng mình. Vào thời điểm anh ta hoàn thành các thay đổi, Overlord đã gửi El of the Water sau Agitos. Trong Strengthen Form của mình, El of the Water sở hữu một Hateful Bardiche (怨念のバルディッシュ On'nen no Barudisshu?) và nâng cao sức mạnh tâm linh. Anh ta đã chế ngự được các Riders, hạ gục Agito trong khi chiến đấu với những người khác và giành chiến thắng. Nhưng khi Shōichi tỉnh lại với ký ức được khôi phục, anh chiến đấu với El ở dạng Burning sau khi G3-X bị thương. Không lâu sau, cục diện đã xoay chuyển và El bị thương bởi Exceed Heel Claw của Exceed Gills và Assault Kick của Another Agito trước khi Agito giả định Shining Form hạ gục bằng đòn tử thần - cú Shining Rider Kick. El of Water không thể trở lại cơ thể Overlord kịp thời và bị biến thành một vũng nước trước sự bàng hoàng của người tạo ra anh ta.
- El of the Wind (風のエル Kaze no Eru?, 47-51): Người mạnh nhất trong số các Lords trên không. Được tạo ra bởi Overlord để đảm bảo không có ai can thiệp trong khi anh ta đang truyền sức mạnh của mình, El of the Wind sử dụng một chiếc nỏ tên là Merciful Kamtha (憐憫のカマサ Renbin no Kamasa?) để bắn tên vào nạn nhân của mình, khiến họ biến mất chỉ còn lại quần áo. El of the Wind đã chiến đấu với Gills sau khi giết chết một nhân chứng cho sự xuất thần của Overlord, chế ngự anh ta ở cả Exceed Form và Agito Burning Form mà không gặp chút khó khăn nào. Sau đó, ông đã hỗ trợ El of Ground trong việc đánh bại Agito Shining Form. Nhưng anh đã chiến đấu với Exceed Gills và G3-X, bị thương bởi GX-Launcher và bị giết bởi Exceed Heel Claw của Exceed Gills.
- El of the Ground (地のエル Chi no Eru?, 49-51): Là người mạnh nhất trong số các Lords trên đất liền, anh được Overlord tạo ra để tiếp tục nhiệm vụ của Lords là tàn sát những người có tiềm năng trở thành Agito. Anh ta cầm một thanh kiếm có tên là Pious Quanda (敬虔のカンダ Keiken no Kanda?). Anh đã có thể biến mọi người thành cát bụi với cát và khả năng đào hang dưới lòng đất của mình. El này có sức mạnh đáng kể rõ ràng từ cuộc chạm trán đầu tiên với Gills, người đã giao chiến với anh ta trong trận chiến vì cái chết của Risa. Anh ta thậm chí còn có thể vượt qua Agito, mặc dù đã chuyển sang Ground Form và Burning Form. Tuy nhiên, anh không thể sánh được với Agito Shining Form, người đã khiến anh trọng thương bằng đòn Shining Clash của mình. El sau đó được Overlord tái sinh và tăng cường sức mạnh, nhưng anh vẫn bị Shining Agito đánh bại và bị tiêu diệt bởi Shining Rider Kick của Agito.

### Another
- Formica Pedes (フォルミカ・ペデス Forumika Pedesu?): những con quái vật dạng Kiến thợ mộc đóng vai trò là lính được sử dụng bởi các Ant Lords (アントロード Anto Rōdo?) manh hơn.
- Lords (ロード Rōdo?): là những con quái vật Destron gây hại cho con người trong Kamen Rider Agito và là những kẻ thù mà Agito, có thể cùng với G3, Gills và Another Agito, thường xuyên tiêu diệt.
- Evil Eye (邪眼 Jāgan?): là một sinh vật bí ẩn đóng vai trò là nhân vật phản diện chính của Playstation 2 game Kamen Rider: Seigi no Keifu. Nó liên minh với Shocker và có thể thay đổi thời gian hoặc tạo ra sự biến dạng trong đó. Nó sử dụng sức mạnh này để đưa các thời đại 1971, 1973, 1988 và 2003 va chạm với nhau. Mục tiêu cuối cùng của nó là hấp thụ Kamen Rider Black và đưa Kingstone của anh ta trở thành Century King mới. Ông trùm cuối cùng của trò chơi này. Một dạng sống có kế hoạch hồi sinh và tăng cường sức mạnh cho những con quái vật đã bị đánh bại bởi Double Riders, đưa những con quái vật đến nhiều thời điểm khác nhau và viết lại lịch sử của loài người. Danh tính thực sự của nó là Century King 50.000 năm trước, người không thể trở thành vua sáng lập Gorgom. Hồi sinh vào năm 2001 để đáp lại sức mạnh của bóng tối không xác định. Mục tiêu để Kingstone của BLACK trở thành King of Genesis bằng cách có được một cơ thể mới được tạo ra trong thời gian dài 30 năm. Từ vòng thứ hai, nó biến thành một "ultimate body" mô phỏng dáng vẻ của một tay đua. Cuối cùng biến mất với bốn rider kicks.

## Số tập
1. The Warrior's Awakening (戦士の覚醒 Senshi no Kakusei?)
2. Blue Storm (青の嵐 Ao no Arashi?)
3. My Transformation (俺の変身 Ore no Henshin?)
4. Puzzle Decoding (パズル解読 Pazuru Kaidoku?)
5. The Third Warrior (第３の戦士 Dai-San no Senshi?)
6. Sorrowful Monstrous Fist (哀しき妖拳 Kanashiki Yōken?)
7. A Piece of a Memory (記憶の一片 Kioku no Ippen?)
8. Sword of Red Flames (赤い炎の剣 Akai Honō no Tsurugi?)
9. The Two G3s (２人のＧ３ Futari no Jī Surī?)
10. Silver Points and Lines (銀の点と線 Gin no Ten to Sen?)
11. The Past Tied Together (繋がる過去 Tsunagaru Kako?)
12. The Crash in the Lake! (湖の激突! Mizuumi no Gekitotsu!?)
13. Dad's Clue (父の手掛かり Chichi no Tegakari?)
14. The Strongest Kick (最強キック Saikyō Kikku?)
15. A Trap Begins (罠の始まり Wana no Hajimari?)
16. A Suspicious Woman… (怪しい女… Ayashii Onna…?)
17. Capture Tactics! (捕獲作戦! Hokaku Sakusen!?)
18. The New Boss (新しいボス Atarashii Bosu?)
19. Breakup Decision? (解散決定？ Kaisan Kettei??)
20. That Awakening (或る目覚め Aru Mezame?)
21. Rampaging Power (暴走する力 Bōsō Suru Chikara?)
22. Fateful Showdown (運命の対決 Unmei no Taiketsu?)
23. The Qualified Person (資格ある者 Shikaku Aru Mono?)
24. The Flawless Machine (完璧マシン Kanpeki Mashin?)
25. Another Clash! (激突再び！ Gekitotsu Futatabi!?)
26. Restored Memories (甦った記憶 Yomigaetta Kioku?)
27. Ryō Dies… (涼、死す… Ryō, Shisu…?)
28. That Summer Day (あの夏の日 Ano Natsu no Hi?)
29. A Numerical Mystery?! (数字の謎？！ Sūji no Nazo?!?)
30. Hidden Power (隠された力 Kakusareta Chikara?)
31. A Person's Whereabouts (人の居場所 Hito no Ibasho?)
32. Gills Resurrection (ギルス復活 Girusu Fukkatsu?)
33. The Enemy Who Appeared (現れた敵 Arawareta Teki?)
34. Summoning Souls to Meet (呼び逢う魂 Yobiau Tamashii?)
35. The Mysterious Messiah (謎の救世主 Nazo no Kyūseishu?)
36. The Fourth Man (４人目の男 Yoninme no Otoko?)
37. The Warrior of Darkness (暗闇の戦士 Kurayami no Senshi?)
38. The True Form… (その正体… Sono Shōtai…?)
39. Gills Howl (ギルス咆哮 Girusu Hōkō?)
40. United Front! (共同戦線！ Kyōdō Sensen!?)
41. Light and Darkness (光と闇 Hikari to Yami?)
42. The Akatsuki (あかつき号 Akatsuki-Gō?)
43. The Darkness That Begins to Move (動きだす闇 Ugokidasu Yami?)
44. Dad and Older Sister and… (父と姉と… Chichi to Ane to…?)
45. Stolen Power (奪われた力 Ubawareta Chikara?)
46. Warriors, Those Bonds (戦士その絆 Senshi Sono Kizuna?)
47. The Mystery of the Sky! (天空の怪! Tenkū no Kai!?)
48. The Governor of Stars (星の支配者 Hoshi no Shihaisha?)
49. Footsteps of Destruction (絶滅の足音 Zetsumetsu no Ashioto?)
50. Now, Time to Battle (今、戦う時 Ima, Tatakau Toki?)
51. AGITΩ (ＡＧＩＴΩ Agito?)

## Movie

### TV special
- 2001: Kamen Rider Agito Special: A New Henshin (新たなる変身 Aratanaru Henshin)

### Movie
- 2001: Kamen Rider Agito: Project G4 (劇場版 仮面ライダーアギト PROJECT G4 Gekijōban Kamen Raidā Agito Purojekuto Jī Fō)

### Hyper Battle Videos
- 2001: Kamen Rider Agito: Three Great Riders (仮面ライダーアギト 3大ライダー Kamen Raidā Agito San Dai Raidā)

### Stageshows
- 2001: Kamen Rider Super Live: Agito vs. Kuuga (仮面ライダースーパーライブ アギトＶＳクウガ Kamen Raidā Sūpā Raibu Agito VS Kūga)

## Diễn viên
- Shouichi Tsugami (津上 翔一 Tsugami Shōichi?): Toshiki Kashu (賀集 利樹 Kashū Toshiki?)
- Makoto Hikawa (氷川　誠 Hikawa Makoto?): Jun Kaname (要　潤 Kaname Jun?)
- Ryō Ashihara (葦原 涼 Ashihara Ryō?): Yūsuke Tomoi (友井 雄亮 Tomoi Yūsuke?)
- Mana Kazaya (風谷 真魚 Kazaya Mana?): Rina Akiyama (秋山 莉奈 Akiyama Rina?)
- Sumiko Ozawa (小沢 澄子 Ozawa Sumiko?): Tōko Fujita (藤田 瞳子 Fujita Tōko?)
- Tōru Hōjō (北條 透 Hōjō Tōru?): Jun Yamasaki (山崎　潤 Yamasaki Jun?)
- Kaoru Kino (木野　薫 Kino Kaoru?): Takanori Kikuchi (菊池 隆則 Kikuchi Takanori?)
- Tetsuya Sawaki (沢木 哲也 Sawaki Tetsuya?): Atsushi Ogawa (小川 敦史 Ogawa Atsushi?)
- Mysterious Youth (謎の青年 Nazo no Seinen?): Rei Haneo (羽緒 レイ Haneo Rei?)
- Mysterious Boy (謎の少年 Nazo no Shōnen?, 5-8), Overlord of Light/Agito: Ryunosuke Kamiki (神木 隆之介 Kamiki Ryūnosuke?)
- Kōji Kōno (河野 浩司 Kōno Kōji?): Kazumasa Taguchi (田口 主将 Taguchi Kazumasa?)
- Takahiro Omuro (尾室 隆弘 Omuro Takahiro?): Akiyoshi Shibata (柴田 明良 Shibata Akiyoshi?)
- Taichi Misugi (美杉 太一 Misugi Taichi?): Tokimasa Tanabe (田辺 季正 Tokimasa Tanabe?)
- Kōji Majima (真島 浩二 Majima Kōji?): Yoshikazu Kotani (小谷 嘉一 Kotani Yoshikazu?)
- Aki Sakaki (榊 亜紀 Sakaki Aki?): Masako Sakuma (佐久間 雅子 Sakuma Masako?)
- Yoshihiko Misugi (美杉 義彦 Misugi Yoshihiko?): Takeshi Masu (升 毅 Masu Takeshi?)
- Dr. Higashi Kunieda (国枝 東 Kunieda Higashi?, TVSP): Masaki Kyomoto (京本 政樹 Kyōmoto Masaki?)
- Narration (ナレーション Narēshon?): Eiichiro Suzuki (鈴木 英一郎 Suzuki Eiichirō?)

### Project G4
- Shiro Mizuki (水城 史朗 Mizuki Shirō?): Ryo Karato (唐渡 亮 Karato Ryō?)
- Risa Fukami (深海 理沙 Fukami Risa?): Maju Ozawa (小沢 真珠 Ozawa Maju?)
- Sayaka Kahara (加原 紗綾香 Kahara Sayaka?): Akane Kimura (木村 茜 Kimura Akane?)
- Rei Motoki (本木 レイ Motoki Rei?): Rikiya Otaka (大高 力也 Ōtaka Rikiya?)
- Customer in Hamburger Shop (ハンバーガーショップの客 Hanbāgā Shoppu no Kyaku?): Shunsuke Nakamura (中村 俊介 Nakamura Shunsuke?)
- Sayaka's Father (紗綾香の父 Sayaka no Chichi?): Tsuyoshi Ujiki (うじき つよし Ujiki Tsuyoshi?)
- Sayaka's Mother (紗綾香の母 Sayaka no Haha?): Noriko Watanabe (渡辺 典子 Watanabe Noriko?)
- MPD Superintendent General (警視総監 Keishi Sōkan?): Hiroshi Fujioka (藤岡 弘、 Fujioka Hiroshi,?, Cameo)

### Diễn viên phục trang
- Kamen Rider Agito: Seiji Takaiwa (高岩 成二 Takaiwa Seiji?)
- Kamen Rider G3/G3-X: Makoto Itō (伊藤 慎 Itō Makoto?)
- Kamen Rider Gills: Yoshifumi Oshikawa (押川 善文 Oshikawa Yoshifumi?)
- Another Agito: Masashi Shirai (白井 雅士 Shirai Masashi?)
- Kamen Rider G4, Kamen Rider G3 Mild: Jiro Okamoto (岡元 次郎 Okamoto Jirō?)

## Nhạc phim
Opening themes
- "Kamen Rider AGITO" (仮面ライダーAGITO Kamen Raidā AGITO?)
  - Lyrics: Shoko Fujibayashi (藤林 聖子 Fujibayashi Shōko?)
  - Composition & Arrangement: Kazunori Miyake (三宅 一徳 Miyake Kazunori?)
  - Chorus: Lisa Ooki (大木 理紗 Ōki Risa?)
  - Artist: Shinichi Ishihara (石原 慎一 Ishihara Shin'ichi?)
  - Episodes: 2-35
- "Kamen Rider AGITO ~24.7 version~" (仮面ライダーAGITO ～24.7 version～ Kamen Raidā AGITO ~24.7 bājon~?)
  - Lyrics: Shoko Fujibayashi
  - Composition & Arrangement: Kazunori Miyake
  - Remix: Kazunori Miyake, Hiroyuki Suzuki (鈴木 浩之 Suzuki Hiroyuki?), Takashi Sasaki (篠笥 孝 Sasaki Takashi?)
  - Chorus: Lisa Ooki
  - Artist: Shinichi Ishihara
  - Episodes: 36-50, TV Special, Movie

Ending themes
- "BELIEVE YOURSELF"
  - Lyrics: Shoko Fujibayashi
  - Composition & Arrangement: Kazunori Miyake
  - Artist: Naoto Fuuga (風雅 なおと Fūga Naoto?)
  - Episodes: 1-8, 10-13, 15-28, 51, TV Special
- "STRANGER IN THE DARK"
  - Lyrics: Shoko Fujibayashi
  - Composition & Arrangement: Toshihiko Sahashi (佐橋 俊彦 Sahashi Toshihiko?)
  - Artist: Norio Sakai (坂井 紀雄 Sakai Norio?)
  - Episodes: 9
- "MACHINE TORNADER"
  - Lyrics: Shoko Fujibayashi
  - Composition & Arrangement: Kazunori Miyake
  - Artist: Shinichi Ishihara
  - Episodes: 14, 31, 40
- "DEEP BREATH"
  - Lyrics: Shoko Fujibayashi
  - Composition: Yoshio Nomura (野村 義男 Nomura Yoshio?)
  - Arrangement: RIDER CHIPS
  - Artist: RIDER CHIPS featuring ROLLY
  - Episodes: 26-30, 32-39, 41, 43-50
- "Mō hitotsu no kamen no gikyoku" (もうひとつの仮面の戯曲?)
  - Artist: Shiraishi Tamami
  - Episodes: 42

Movie theme
- "Jiken da!" (事件だッ! "It's Trouble!"?)
  - Lyrics & Composition: Tortoise Matsumoto (トータス 松本 Tōtasu Matsumoto?)
  - Arrangement & Artist: Ulfuls (ウルフルズ Urufuruzu?)

## Other media

### Manga
1. Kamen Rider Agito (manga) (仮面ライダーアギト Kamen Raidā Agito?)
2. Kamen Rider Agito: G3-X VS Mobile Equipment G2 (仮面ライダーアギト G3-X VS 機動装備G2 Kamen Raidā Agito G3-X VS Kidō Sōbi G2?)
3. Kamen Rider Agito: Decisive Battle!! 3 Great Riders vs. Super Lord (仮面ライダーアギト 決戦!!3大ライダーVS超ロード Kamen Raidā Agito Kessen!! 3 Dai Raidā VS Chō Rōdo?)
4. Kamen Rider Kuuga (manga) (仮面ライダークウガ Kamen Raidā Kūga?)

### S.I.C. Hero Saga
1. Heaven's Door
2. Project G1
3. Kamen Rider Gills: The Man that has Become a Kamen Rider (仮面ライダーギルス -仮面ライダーになってしまった男- Kamen Raidā Girusu:  Kamen Raidā ni natte shimatta Otoko?)

### Novel
1. Kamen Rider Agito (novel) (小説 仮面ライダーアギト Shōsetsu Kamen Raidā Agito?)

## Albums
A few albums were released for Kamen Rider Agito, mostly original soundtracks for the series and film.
| Kamen Rider Agito Original Soundtrack | Kamen Rider Agito Original Soundtrack                                                          | Kamen Rider Agito Original Soundtrack |
| STT                                   | Nhan đề                                                                                        | Thời lượng                            |
| ------------------------------------- | ---------------------------------------------------------------------------------------------- | ------------------------------------- |
| 1.                                    | "OOParts ~ Ariubekarazaru Ibutsu" (オーパーツ～ありうべからざる遺物 () (OOParts))              |                                       |
| 2.                                    | "Kamern Rider Agito (TV Size)" (仮面ライダーAGITO (TV Size) ()                                 |                                       |
| 3.                                    | "Teikyō Haikei Ongaku 1" (提供背景音楽1 () (Offer Background Music 1))                         |                                       |
| 4.                                    | "Fuan no Kizashi" (不安の兆し () (Insecure Omen))                                              |                                       |
| 5.                                    | "Akui no Honryū" (悪意の奔流 () (Malice of the Current))                                       |                                       |
| 6.                                    | "The usual supects (TV Size Instrumental)"                                                     |                                       |
| 7.                                    | "G3 -Karei naru Chōsensha-" (G3－華麗なる挑戦者－ () (G3 -Splendid Challenger-))               |                                       |
| 8.                                    | "Sweet Home" (スウィートホーム ()                                                              |                                       |
| 9.                                    | "Osoroshiki Henyō" (恐ろしき変容 () (Fearful Transfiguration))                                 |                                       |
| 10.                                   | "searching for myself (TV Size Instrumental)"                                                  |                                       |
| 11.                                   | "Semarikuru Mono" (迫り来るもの () (Looming Approach))                                         |                                       |
| 12.                                   | "Agito -Shinpi no Senshi-" (アギト－神秘の戦士－ () (Agito -Mysterious Warrior-))              |                                       |
| 13.                                   | "BELIEVE YOURSELF (Instrumental)"                                                              |                                       |
| 14.                                   | "Mienai Kako, Soshite Mirai" (見えない過去、そして未来 () (Invisible Past and Future))         |                                       |
| 15.                                   | "Overlord" (オーヴァロード ()                                                                  |                                       |
| 16.                                   | "Sōsasenjō no Unknown" (捜査線上の影(アンノウン) () (Untitled))                                |                                       |
| 17.                                   | "NEVER DIE (TV Size Instrumental)"                                                             |                                       |
| 18.                                   | "Gills -Tamashii no Senshi-" (ギルス－魂の戦士－ () (Gills -Spirited Warrior-))                |                                       |
| 19.                                   | "Hōkai suru Nichijō" (崩壊する日常 () (Daily Collapses))                                       |                                       |
| 20.                                   | "stranger in the dark (TV Size Instrumental)"                                                  |                                       |
| 21.                                   | "Mezamero, Sono Tamashii" (目覚めろ、その魂 () (Awaken the Soul))                              |                                       |
| 22.                                   | "Shūgeki" (襲撃 () (Assault))                                                                  |                                       |
| 23.                                   | "BELIEVE YOURSELF (TV Size)"                                                                   |                                       |
| 24.                                   | "Funnu o Komete Teki o Tate" (憤怒を込めて敵を断て () (Rage Included, Cutting Down the Enemy)) |                                       |
| 25.                                   | "Kaeru beki Basho" (帰るべき場所 () (A Place to Return to))                                    |                                       |
| 26.                                   | "Kamen Rider Agito (Instrumental)" (仮面ライダーAGITO (Instrumental) ()                        |                                       |
| 27.                                   | "Teikyō Haikei Ongaku 2" (提供背景音楽２ () (Offer Background Music 2))                        |                                       |

| Kamen Rider Agito Sound and Music Collection | Kamen Rider Agito Sound and Music Collection                                                | Kamen Rider Agito Sound and Music Collection |
| STT                                          | Nhan đề                                                                                     | Thời lượng                                   |
| -------------------------------------------- | ------------------------------------------------------------------------------------------- | -------------------------------------------- |
| 1.                                           | "Owari Naki Shitō" (終わりなき死闘 () (Unending Deathmatch))                                |                                              |
| 2.                                           | "Kamen Rider Agito ~24.7 version~ (TV Size)" (仮面ライダーAGITO ~24.7 version~ (TV Size) () |                                              |
| 3.                                           | "Chōnōryoku" (超能力 () (Extrasensory Perception))                                          |                                              |
| 4.                                           | "Home sweet Home"                                                                           |                                              |
| 5.                                           | "Tairitsu" (対立 () (Opposition))                                                           |                                              |
| 6.                                           | "Kattō" (葛藤 () (Untitled))                                                                |                                              |
| 7.                                           | "Unknown" (アンノウン ()                                                                    |                                              |
| 8.                                           | "G3-X & Agito!" (G3-X&アギト! ()                                                            |                                              |
| 9.                                           | "Agito Vs. Gills!!" (アギトVSギルス!! ()                                                    |                                              |
| 10.                                          | "Yume" (夢 () (Drema))                                                                      |                                              |
| 11.                                          | "Mō Hitotsu no Kamen no Gikyoku" (もうひとつの仮面の戯曲 () (Untitled))                     |                                              |
| 12.                                          | "MACHINE TORNADER (TV Size Instrumental)"                                                   |                                              |
| 13.                                          | "DEEP BREATH (TV Size)"                                                                     |                                              |
| 14.                                          | "Burnin' your heart"                                                                        |                                              |
| 15.                                          | "extremes meet"                                                                             |                                              |
| 16.                                          | "Yokokuhen Ongaku" (予告編音楽 () (Trailer Music))                                          |                                              |
| 17.                                          | "Sayaka to Rei" (紗綾香とレイ () (Sayaka and Rei))                                          |                                              |
| 18.                                          | "G3-X Shutsudō!" (G3-X出動! () (G3-X Mobilize!))                                            |                                              |
| 19.                                          | "Fukami Risa" (深海理沙 () (Risa Fukami))                                                   |                                              |
| 20.                                          | "ESP"                                                                                       |                                              |
| 21.                                          | "Kanashii Omoide" (悲しい想い出 () (Sad Memories))                                          |                                              |
| 22.                                          | "Henshin!" (変身! () (Transformation!))                                                     |                                              |
| 23.                                          | "G4"                                                                                        |                                              |
| 24.                                          | "Kyōfu no System" (恐怖のシステム () (Untitled))                                            |                                              |
| 25.                                          | "Agito no Shi" (アギトの死 () (Agito's Death))                                              |                                              |
| 26.                                          | "G3-X Vs. G4" (G3-X VS G4 ()                                                                |                                              |
| 27.                                          | "Iru beki Basho e" (いるべき場所へ () (Untitled))                                           |                                              |
| 28.                                          | "Kamen Rider Agito ~24.7 version~" (仮面ライダーAGITO ~24.7 version~) ()                    |                                              |